# عملية شعلة مارن
عملية شعلة مارن تشير إلى عمليتين أطلقتهما قوات التحالف بقيادة الولايات المتحدة في عام 2007 ضد دولة العراق الإسلامية في منطقة عرب جبور في محافظة بابل. سُميت هذه الحملة باسم عملية الشعلة، الغزو المشترك بين الولايات المتحدة وبريطانيا لشمال إفريقيا الفرنسية في عام 1942، بسبب التشابه في التوجه نحو الجناح الجنوبي للعدو في العمليتين.
بدأت العملية الأولى، شعلة مارن الأولى، في 16 يونيو 2007 عندما أطلقت الفرقة المتعددة الجنسيات - الوسط عمليات هجومية ضد المتطرفين السنة والشيعة، وكذلك المتمردين ذوي النفوذ الإيراني في مدينة عرب جبور والمناطق المحيطة بها في محافظة بابل. كان الهدف هو تطهير ملاذات الإرهابيين جنوب شرق بغداد وتقليل تدفق المحفزات إلى المدينة من خلال العمليات القتالية والعمليات المدنية العسكرية. قام 2000 جندي من قوات التحالف و1000 جندي من الجيش العراقي بتعطيل عمليات المتمردين من خلال القبض عليهم ومصادرة وتطهير مخابئ الأسلحة التي تدعم عدم الاستقرار في المنطقة.
أطلقت شعلة مارن الثانية في 15 سبتمبر 2007 في منطقة هور رجب. أسفرت العملية عن مقتل أو القبض على 250 متمردًا، وتدمير 12 قاربًا كانوا يستخدمونها لنقل الأسلحة، واكتشاف 40 مخبأً للأسلحة.

## الخلفية
في منتصف أكتوبر 2006، أعلن تنظيم القاعدة عن تشكيل دولة العراق الإسلامية (ISI)، ليحل محل مجلس شورى المجاهدين في العراق (MSC) وقاعدة الجهاد في بلاد الرافدين (AQI).

## شعلة مارن الأولى

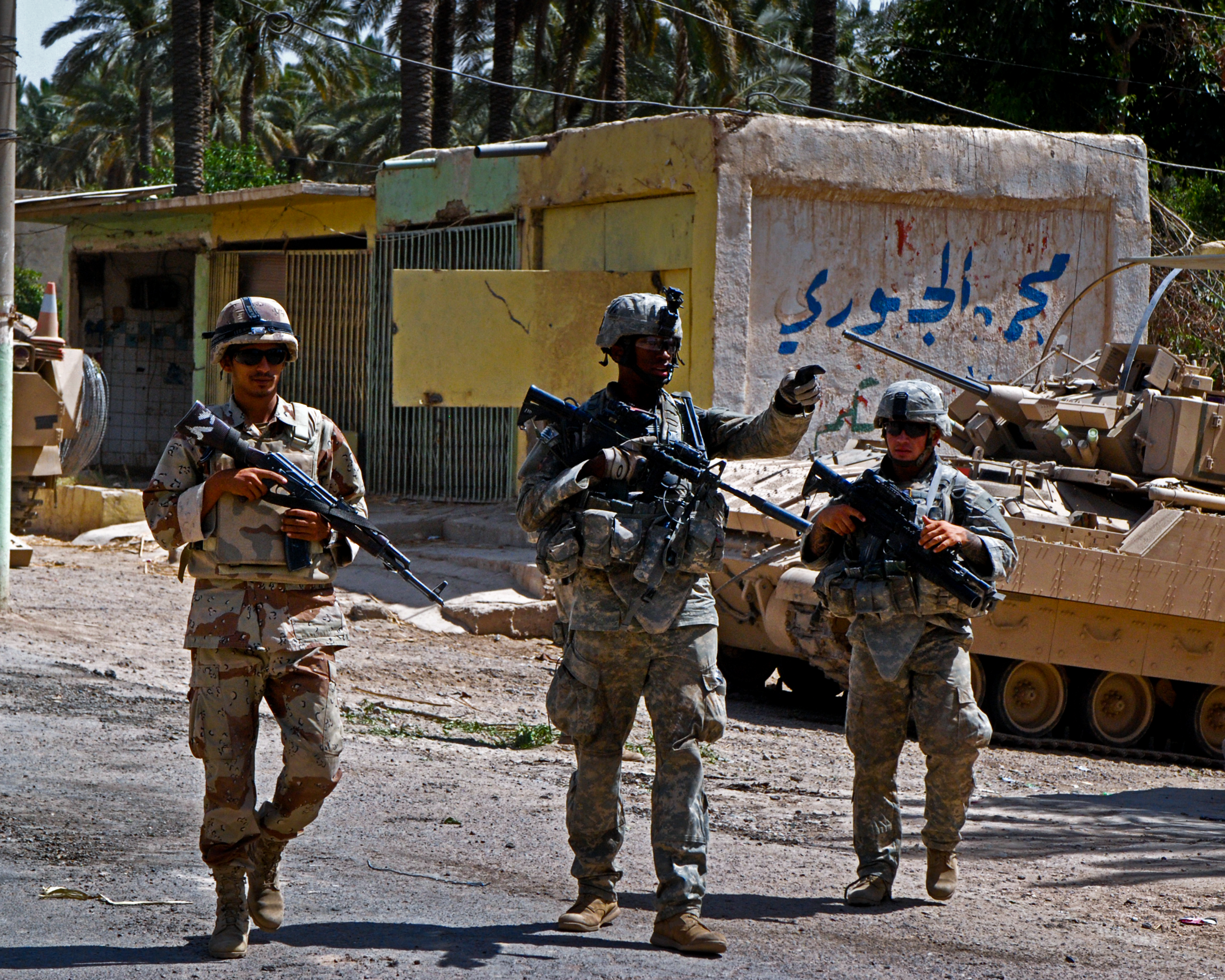
جنود التحالف يقومون بدورية في شارع في عرب جبور خلال شعلة مارن الأولى

كجزء من "زيادة القوات" في صيف عام 2007، بدأت الفرقة المتعددة الجنسيات - الوسط عملية شعلة مارن الأولى في 15 يونيو 2007. تضمنت شعلة مارن الأولى عمليات حركية وغير حركية، وتم إطلاقها لإنشاء وجود أمني على جانبي وادي نهر دجلة، وهي منطقة لم يكن فيها وجود كبير لقوات التحالف وكانت تحت سيطرة المتمردين. وفقًا لقائد الفرقة المتعددة الجنسيات - الوسط اللواء ريك لينش، تم تصميم العملية خصيصًا لـ"منع محفزات العنف من الوصول إلى بغداد، وتأمين السكان وهزيمة العنف الطائفي". قال لينش: "المحفزات تُعرف بأنها أي شيء - متمردون، أسلحة، مواد، عبوات ناسفة، سيارات مفخخة، أيديولوجيا، أي شيء - إذا تُرك دون رقابة، سيؤثر على الأمن في بغداد." بينما كانت شعلة مارن مدفوعة بالاستخبارات، كان لها ثلاث خصائص رئيسية:
- السرعة: ستقوم الوحدات البرية للتحالف بتأمين المناطق التي يسيطر عليها المتمردون والانتقال بسرعة إلى استراتيجية الاحتواء.
- العنف: سيتم ضرب التمرد بكفاءة وبقوة ساحقة من البر والجو.
- المشاركة: ستسعى القوات الأمريكية والعراقية للحصول على تعاون السكان من خلال استعادة وتحسين البنية التحتية المحلية.[6]

خلال هذه المرحلة، تم تفتيش أكثر من 1100 مبنى، وقتل 83 متمردًا، وتم إدخال أكثر من 850 مواطنًا في نظام التعريف البيومتري. ومع ذلك، فشلت قوات التحالف في الانتقال إلى استراتيجية الاحتواء لأن شبكة المتمردين كانت راسخة جدًا وقوات الأمن العراقية كانت غير ناضجة جدًا.
تم استخدام القوة الجوية الأمريكية على نطاق واسع خلال شعلة مارن الأولى. خلال العملية، تم تنفيذ أكثر من 70 غارة جوية، بما في ذلك هجمات من قبل القوات الجوية الأمريكية قاذفة B-1B وطائرات F-16C الضاربة، وكذلك طائرات بحرية الولايات المتحدة F/A-18E هورنت. كما تم استخدام الذخيرة المدفعية الجديدة الموجهة بالأقمار الصناعية XM982 Excalibur لاستهداف قادة المتمردين الذين يختبئون بين السكان المحليين. أحد الأمثلة على استخدام هذا النظام السلاح بشكل فعال، بالتنسيق مع أصول الدعم الجوي الأمريكية الأخرى، حدث في 14 يوليو: تلقت قوات التحالف تقارير استخباراتية تفيد بأن زعيم خلية القاعدة في العراق أبو جرة و14 متمردًا كانوا يجتمعون في منزل في عرب جبور. وذكر التقرير أن الخلية مسؤولة عن هجمات العبوات الناسفة والسيارات المفخخة والقصف غير المباشر على قوات التحالف. في الساعة 13:12 بالتوقيت العالمي، تم التعرف بشكل إيجابي على منزل الاجتماع. تم إطلاق قذيفتين من نوع XM982 Excalibur من بطارية M109 Paladin عيار 155 ملم المتمركزة في معسكر فالكون ودمرتا المنزل. لاحظت طائرة بريداتور بدون طيار تحلق فوق المنطقة أشخاصًا يغادرون أنقاض منزل الاجتماع، ويحملون جرحى إلى سيارة سيدان، ويهربون. حلقت مروحية إيه إتش-64 أباتشي هجومية فوق المنطقة ودمرت السيارة السيدان. لوحظ ثلاثة أشخاص آخرين يفرون من بقايا منزل الاجتماع إلى مبنى قريب. أبلغت طائرة القوات الجوية الأمريكية جنرال دايناميكس إف-16 فايتينغ فالكون عن وصولها إلى المحطة وأسقطت قنبلتين زنة 500 رطل موجهة بنظام تحديد المواقع العالمي (GPS) على المبنى. أكد تقييم أضرار القصف مقتل جرة.
تمتع الجنود على الأرض أيضًا بميزة انتشار طائرات أو إتش-58 كيوا كيوا في السماء التي وفرت استطلاعًا بصريًا فوريًا ودعمًا ناريًا. كانت اللواء الجوي القتالي الثالث التي تشغل طائرات الكيوا مسؤولة عن أكثر من 70٪ من خسائر المتمردين. في 2 يوليو، تم القبض على زعيم متمرد في قائمة المطلوبين في عرب جبور. في منتصف يوليو، انتقلت الفرقة المتعددة الجنسيات - الوسط إلى عملية انهيار مارن.

## شعلة مارن الثانية
أطلقت شعلة مارن الثانية في 15 سبتمبر 2007 في منطقة هور رجب. بدعم من 700 عراقي من مجموعة أبناء العراق الجديدة من عرب جبور، واصلت قوات التحالف التقدم على طول الضفة الغربية لنهر دجلة، مما أسفر عن مقتل أو القبض على 250 متمردًا، وتدمير 12 قاربًا كان المتمردون يستخدمونها لتهريب الأسلحة إلى بغداد، واكتشاف 40 مخبأً للأسلحة، غالبًا بناءً على معلومات من أبناء العراق.
أنشأت قوات التحالف أيضًا قواعد دورية جديدة في عرب جبور، مما سمح لها بالتقدم أكثر جنوبًا إلى ملاذات المتمردين في عمليات مستقبلية مثل عملية الوهم الخيالي. كما سمح ذلك للعراقيين بالشعور بالأمان الكافي للتقدم والتطوع في حركات الصحوة.